# Segunda División A 1931/32
De Segunda División A 1931/32 was het vierde seizoen van het tweede niveau van het Spaans voetbalkampioenschap.

## Eindklassement
|    | Club                | WG | W | G | V  | DV | DT | +/- | P  |                                     |
| -- | ------------------- | -- | - | - | -- | -- | -- | --- | -- | ----------------------------------- |
| 1  | Real Betis          | 16 | 8 | 5 | 3  | 37 | 29 | 8   | 21 | Promotie naar de Primera División   |
| 2  | Real Oviedo         | 16 | 9 | 1 | 6  | 42 | 23 | 19  | 19 |                                     |
| 3  | Sporting Gijón      | 16 | 7 | 4 | 5  | 29 | 25 | 4   | 18 |                                     |
| 4  | Atlético Madrid     | 16 | 8 | 2 | 6  | 38 | 34 | 4   | 18 |                                     |
| 5  | Real Murcia         | 16 | 8 | 1 | 7  | 34 | 30 | 4   | 17 |                                     |
| 6  | Deportivo La Coruña | 16 | 7 | 1 | 8  | 28 | 36 | -8  | 15 |                                     |
| 7  | CD Castellón        | 16 | 7 | 1 | 8  | 23 | 32 | -9  | 15 |                                     |
| 8  | Sevilla FC          | 16 | 5 | 1 | 10 | 25 | 31 | -6  | 11 |                                     |
| 9  | Celta de Vigo       | 16 | 4 | 2 | 10 | 27 | 43 | -16 | 10 |                                     |
| 10 | Catalunya FC        | 0  | 0 | 0 | 0  | 0  | 0  | 0   | 01 | Degradatie naar de Tercera División |

1Catalunya FC trok zich om financiële redenen terug uit de competitie op drie wedstrijden voor het einde van de competitie, waarna al hun gespeelde wedstrijden als niet gespeeld werden verklaard.
1929 · 1929/30 · 1930/31 · 1931/32 · 1932/33 · 1933/34 · 1934/35 · 1935/36 · 1936/37 · 1937/38 · 1938/39 · 1939/40 · 1940/41 · 1941/42 · 1942/43 · 1943/44 · 1944/45 · 1945/46 · 1946/47 · 1947/48 · 1948/49 · 1949/50 · 1950/51 · 1951/52 · 1952/53 · 1953/54 · 1954/55 · 1955/56 · 1956/57 · 1957/58 · 1958/59 · 1959/60 · 1960/61 · 1961/62 · 1962/63 · 1963/64 · 1964/65 · 1965/66 · 1966/67 · 1967/68 · 1968/69 · 1969/70 · 1970/71 · 1971/72 · 1972/73 · 1973/74 · 1974/75 · 1975/76 · 1976/77 · 1977/78 · 1978/79 · 1979/80 · 1980/81 · 1981/82 · 1982/83 · 1983/84 · 1984/85 · 1985/86 · 1986/87 · 1987/88 · 1988/89 · 1989/90 · 1990/91 · 1991/92 · 1992/93 · 1993/94 · 1994/95 · 1995/96 · 1996/97 · 1997/98 · 1998/99 · 1999/00 · 2000/01 · 2001/02 · 2002/03 · 2003/04 · 2004/05 · 2005/06 · 2006/07 · 2007/08 · 2008/09 · 2009/10 · 2010/11 · 2011/12 · 2012/13 · 2013/14 · 2014/15 · 2015/16 · 2016/17 · 2017/18 · 2018/19 · 2019/20 · 2020/21 · 2021/22 · 2022/23 · 2023/24 · 2024/25